# San Martino Valle Caudina
San Martino Valle Caudina là một đô thị (commune) thuộc tỉnh Avellino trong vùng Campania của Ý. San Martino Valle Caudina có diện tích 22 km2, dân số là 4710 người (thời điểm ngày 1 tháng 5 năm 2009).